# Virginia Kirchberger
Virginia Kirchberger (Vienna, 25 maggio 1993) è una calciatrice austriaca, difensore dell'Austria Vienna e della nazionale austriaca.

## Carriera

### Club
Dall'età di 12 anni e fino ai 14 Kirchberger ha giocato con i maschi nella squadra giovanile di C-Jugend dell'SV Aspern per poi trasferirsi nell'estate 2007 al USC Landhaus di Vienna, dove viene aggregata alla prima squadra che disputa la ÖFB-Frauenliga, l'allora denominazione del livello di vertice del campionato austriaco femminile di calcio.
Nell'estate 2020 firma un contratto con l'Eintracht Francoforte, squadra sorta dopo l’acquisizione del titolo sportivo dell'1. FFC Francoforte da parte del club di Francoforte sul Meno, per disputare la Bundesliga femminile anche per la stagione entrante.
Nell'estate del 2024 passa in forze all'Austria Vienna.

## Statistiche

### Presenze e reti nei club
Statistiche (parziali) aggiornate al 30 giugno 2024.
| Stagione                     | Squadra                      | Campionato                   | Campionato | Campionato | Coppe nazionali | Coppe nazionali | Coppe nazionali | Coppe internazionali | Coppe internazionali | Coppe internazionali | Altre coppe | Altre coppe | Altre coppe | Totale | Totale |
| Stagione                     | Squadra                      | Comp                         | Pres       | Reti       | Comp            | Pres            | Reti            | Comp                 | Pres                 | Reti                 | Comp        | Pres        | Reti        | Pres   | Reti   |
| ---------------------------- | ---------------------------- | ---------------------------- | ---------- | ---------- | --------------- | --------------- | --------------- | -------------------- | -------------------- | -------------------- | ----------- | ----------- | ----------- | ------ | ------ |
| 2009-2010                    | Bayern Monaco II             | 2.BL                         | 17         | 0          | CG              | -               | -               |                      | -                    | -                    |             | -           | -           | 17     | 0      |
| 2010-2011                    | Bayern Monaco II             | 2.BL                         | 14         | 0          | CG              | -               | -               |                      | -                    | -                    |             | -           | -           | 14     | 0      |
| Totale Bayern Monaco II      | Totale Bayern Monaco II      | Totale Bayern Monaco II      | 31         | 0          |                 | -               | -               |                      | -                    | -                    |             | -           | -           | 31     | 0      |
| 2011-2012                    | Cloppenburg                  | 2.BL                         | 19         | 0          | CG              | 1               | 0               |                      | -                    | -                    |             | -           | -           | 20     | 0      |
| 2012-2013                    | Cloppenburg                  | 2.BL                         | 21         | 3          | CG              | 1               | 0               |                      | -                    | -                    |             | -           | -           | 22     | 3      |
| 2013-2014                    | Cloppenburg                  | BL                           | 18         | 2          | CG              | 3               | 0               |                      | -                    | -                    |             | -           | -           | 21     | 2      |
| Totale Cloppenburg           | Totale Cloppenburg           | Totale Cloppenburg           | 58         | 5          |                 | 5               | 0               |                      | -                    | -                    |             | -           | -           | 63     | 5      |
| 2014-2015                    | MSV Duisburg                 | BL                           | 22         | 1          | CG              | 2               | 1               |                      | -                    | -                    |             | -           | -           | 9      | 0      |
| 2015-2016                    | Colonia                      | BL                           | 18         | 2          | CG              | 2               | 0               |                      | -                    | -                    |             | -           | -           | 20     | 2      |
| 2016-2017                    | MSV Duisburg                 | BL                           | 22         | 1          | CG              | 3               | 1               |                      | -                    | -                    |             | -           | -           | 24     | 3      |
| 2017-2018                    | MSV Duisburg                 | BL                           | 21         | 1          | CG              | 2               | 1               |                      | -                    | -                    |             | -           | -           | 19     | 6      |
| Totale MSV Duisburg          | Totale MSV Duisburg          | Totale MSV Duisburg          | 65         | 3          |                 | 7               | 3               |                      | -                    | -                    |             | -           | -           | 72     | 6      |
| 2018-2019                    | Friburgo                     | BL                           | 14         | 0          | CG              | 4               | 2               |                      | -                    | -                    |             | -           | -           | 18     | 2      |
| 2019-2020                    | Friburgo                     | BL                           | 20         | 1          | CG              | 2               | 0               |                      | -                    | -                    |             | -           | -           | 22     | 1      |
| Totale Friburgo              | Totale Friburgo              | Totale Friburgo              | 34         | 1          |                 | 6               | 2               |                      | -                    | -                    |             | -           | -           | 40     | 3      |
| 2020-2021                    | Eintracht Francoforte        | BL                           | 15         | 0          | CG              | 5               | 1               |                      | -                    | -                    |             | -           | -           | 20     | 1      |
| 2021-2022                    | Eintracht Francoforte        | BL                           | 9          | 0          | CG              | 1               | 0               |                      | -                    | -                    |             | -           | -           | 10     | 0      |
| 2022-2023                    | Eintracht Francoforte        | BL                           | 1          | 0          | CG              | 1               | 1               | UWCL                 | 0                    | 0                    |             | -           | -           | 2      | 1      |
| 2023-2024                    | Eintracht Francoforte        | BL                           | 13         | 0          | CG              | 1               | 0               | UWCL                 | 4                    | 0                    |             | -           | -           | 18     | 0      |
| Totale Eintracht Francoforte | Totale Eintracht Francoforte | Totale Eintracht Francoforte | 38         | 0          |                 | 8               | 2               |                      | 4                    | 0                    |             | -           | -           | 50     | 2      |
| Totale carriera              | Totale carriera              | Totale carriera              | 244        | 11         |                 | 28              | 7               |                      | 4                    | 0                    |             | -           | -           | 276    | 18     |

## Palmarès

### Club
- Campionato tedesco di seconda divisione: 1

Cloppenburg: 2012-2013

### Nazionale
- Cyprus Cup: 1

2016